# Schwelm
Schwelm (pronunciación en alemán: /ʃvɛlm/ⓘ) es un municipio situado en el distrito de Ennepe-Ruhr, en el estado federado de Renania del Norte-Westfalia (Alemania), con una población a finales de 2016 de unos 28 477 habitantes.
Se encuentra ubicado en el centro del estado, en la región de Arnsberg, cerca de la orilla del río Ruhr —un afluente derecho del Rin—.